# عبدالرحمان عارفی
عبدالرحمان عارفی (زاده ۱۳۳۴) امام جمعه نگور است که با کسب ۳۳۶۲۹۷ رای بعنوان نماینده استان سیستان و بلوچستان در ششمین دوره مجلس خبرگان رهبری انتخاب شد.